# Rigoberto Mendoza
Rigoberto Mendoza de la Rosa (San Cristóbal, 6 luglio 1992) è un cestista dominicano.

## Carriera
Con la Rep. Dominicana ha disputato i Campionati mondiali del 2019 e due edizioni dei Campionati americani (2015, 2017).